# Rock am Ring
Il Rock am Ring è un festival di musica rock e metal che si tiene ogni anno dal 1985 in Germania sul tracciato automobilistico del Nürburgring vicino alla cittadina di Adenau nell'Eifel.

## Storia
Il primo Rock am Ring fu organizzato nel 1985 per celebrare la nuova versione del tracciato del Nürburgring ma, in seguito al suo incredibile successo (75.000 paganti), fu presto deciso il riproponimento annuale dell'evento. Il festival, salvo gli anni dal 1989 al 1990 e dal 2020 al 2021, si è sempre tenuto ed ha sempre radunato un'immensa folla e alcuni dei migliori artisti al mondo di genere rock. Dal 1995 si svolge, in contemporanea al Rock am Ring, il Rock im Park, ovvero un festival gemello (con gli stessi gruppi e artisti che si esibiscono al Rock am Ring ovviamente alternando i giorni) nello Zeppelinfeld di Norimberga.

## Edizioni
Nota: le scalette dei singoli giorni non sono certe in quanto non sono disponibili informazioni al riguardo, specialmente per le primissime edizioni del festival.

### 1985, 25 e 26 maggio
| Center stage                                                                                | |
| Sabato 25                                                                                   | Domenica 26 |
| U2 Foreigner REO Speedwagon Rick Springfield Saga Lone Justice Nightranger Immaculate Fools | Joe Cocker Marillion Marius Müller-Westernhagen The Alarm Huey Lewis Chris de Burgh Gianna Nannini Shakatak Mink de Ville |

### 1986, 14 e 15 maggio
Bangles, Bonfire, Chris Rea, Cock Robin, Feargal Sharkey, Flatsch, Fritzbrause, Herwig Mitteregger, INXS, James Taylor, Munich, Simple Minds, Simply Red, Strangeways, Talk Talk, Ten Ten, The Alarm, The Cult, The Cure, The Damend, The Waterboys.

### 1987, 6 e 7 giugno

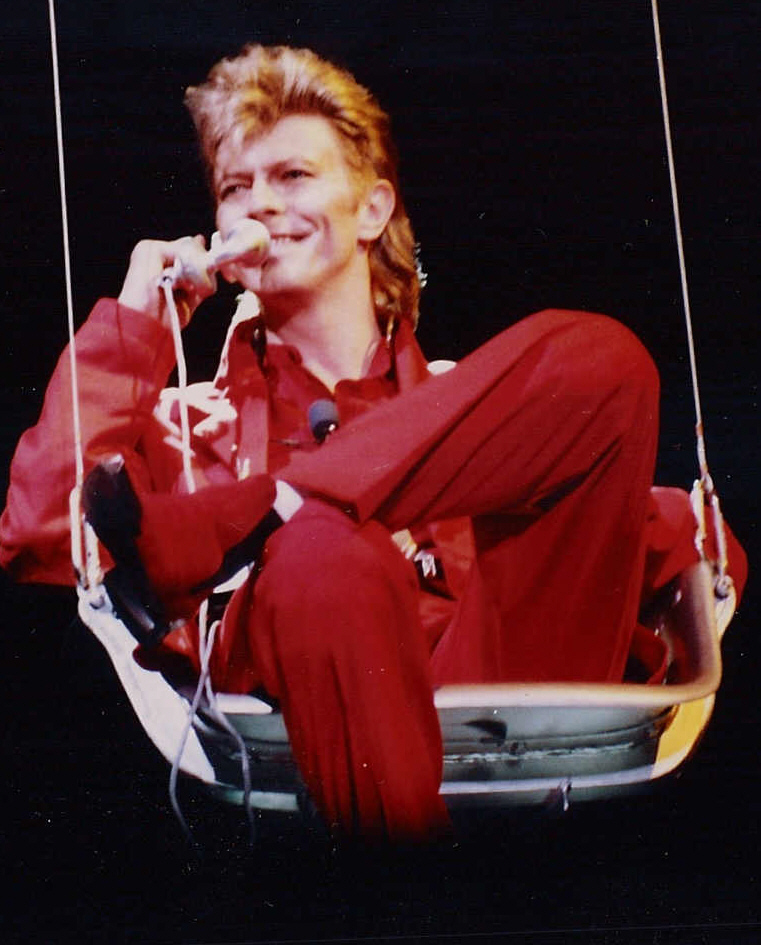
David Bowie al Rock am Ring 1987

Udo Lindenberg, UB40, David Bowie, Eurythmics, Alan Woerner, Bob Geldof, China Crisis, Chris Isaak, Clowns & Helden, Echo & The Bunnymen, Eurythmics, Flatsch, Gerd Gerdes, Heinz Rudolf, Hob Gollin, Hurrah, Ina Deter, Kunze, Silencer, Thompson Twins, UB40, Wolfgang Niedecken.

### 1988, 6 e 7 giugno
Aswad, Chris Rea, Fisher Z, Fleetwood Mac, Imperiert, InTua Nua, Inker & Hamilton, It Bites, Lloyde Cole, Marius Müller-Westernhagen, Martin Stephenson, Rainbirds, Ry Cooder, The Adventure, The Christians, The Nits, Wolfmaahn.

### 1989 e 1990
Il festival non è stato realizzato conseguentemente la complessa situazione politica tedesca dopo la caduta del Muro di Berlino.

### 1991, 29 - 30 giugno
| Center stage | |
| Venerdì 29 | Sabato 30                                                                                               |
| INXS Fury in the Slaughterhouse The Sisters of Mercy The Jeremy Days Dane With a Stranger Roddy Frame Roachford The Jeff Haley Band James Happy Mondays David Hanselmann | Sting Eros Ramazzotti Toto Bob Geldof John Farnham Dave Stewart The Rembrandts An Emotional Fish Brings |

### 1992, 5 – 6 - 7 giugno
Badesalz, Bryan Adams, Couldn’t Be A Fisher, Crowed House, D.A.D, Elton John, Giant, Glenn Frey, Gun, Héroes del Silencio, Jesus Messerschmidt, Lisa Stansfield, Marillion, Michelle Shocked, Pearl Jam, Plan B, Roko, Saga, Steve Forbert, Texas, The Blessing, The Cult, Tori Amos.

### 1993, 29 – 30 maggio
An Emotional Fish, Axxis, Black Crowes, Brian May, Brings, Danzig, Def Leppard, Die Fantastichen Vier, Faith No More, Heroes Del Silencio, Hothouse Flowers, INXS, Kralle Krawinkel, Leonard Cohen, Maldita Vecindad, Melissa Etheridge, Neo Deo, Pink Cream 69, Robert Plant, Screaming Jets, The Jayhawks, The Silencer, The Wonder Stuff, Ugly Kid Joe, World Party.

### 1994, 21 – 23 maggio
Aerosmith, Peter Gabriel, Crowded House, The Hooters, Clawfinger, Rage Against the Machine, Paradise Lost, Nina Hagen, Extreme, Smashing Pumpkins, Breeders, Radiohead.

### 1995, 3 – 4 giugno
- Van Halen, Bon Jovi, Megadeth, Otto Waalkes, The Pretenders.

### 1996, 24 – 26 maggio
- Bryan Adams, Herbert Grönemeyer, Die Toten Hosen, Sting, The Fugees, Alanis Morissette, Héroes del Silencio, Bush, Mike + The Mechanics, Sepultura, Zucchero Fornaciari, Rancid, Paradise Lost.

### 1997, 16 – 18 maggio
- Kiss, Aerosmith, Die Ärzte, Supertramp, Texas, Neneh Cherry, Zucchero Fornaciari, Faith No More.

### 1998, 29 – 31 maggio
- Bob Dylan, Genesis, Ozzy Osbourne, Rammstein, BAP, The Prodigy, Bad Religion.

### 1999, 21 – 23 maggio
- Metallica, Bryan Adams, Alanis Morissette, Xavier Naidoo, Robbie Williams, Faithless, Skunk Anansie.

### 2000, 9 – 11 giugno
- Pearl Jam, Die Toten Hosen, Sting, Oasis, Eurythmics, Korn, Rage Against the Machine.

### 2001, 1 - 3 giugno
- Limp Bizkit, Linkin Park, Radiohead, Anastacia, Alanis Morissette, Kid Rock, Queens of the Stone Age, OutKast, Reamonn, HIM, Godsmack, (Hed) P.E., Mudvayne, a-ha.

### 2002, 17 - 19 maggio
- Lenny Kravitz, Carlos Santana, Faithless, Neil Young, Jamiroquai, Wyclef Jean, P.O.D., Drowning Pool, Ozzy Osbourne, Alien Ant Farm, System of a Down, Bad Religion, Tool.

### 2003, 6 - 8 giugno
- Iron Maiden, Zwan, The Cardigans, Maná, Lifehouse, The Donnas, Murderdolls, Reamonn, Silverchair, The Hives, The Dandy Warhols, Die Happy, Blackmail, MIA., Joachim Deutschland, Whyte Seeds, Placebo, Audioslave, Evanescence, Apocalyptica, Stone Sour, Clawfinger, Emil Bulls, Dave Gahan, Stereophonics, Badly Drawn Boy, Turin Brakes, Tomte, The Ark, Saybia, Surrogat, Metallica, Marilyn Manson, Deftones, Queens of the Stone Age, Disturbed, Boysetsfire, Moby, Beginner, ASD, Patrice, Saïan Supa Crew, Deichkind, Kool Savas, Creutzfeld & Jakob, Rolf Stahlhofen.

### 2004, 4 - 6 giugno
- Nickelback, Red Hot Chili Peppers, Evanescence, Die Toten Hosen, Faithless, The International Ninja Demolition Squad, Avril Lavigne, Wir sind Helden, Linkin Park, Lostprophets, Motörhead, Sportfreunde Stiller, Muse, The Rasmus, Seeed, Korn, 3 Doors Down, Lagwagon, H-Blockx.

### 2005, 3 - 5 giugno
Quella del 2005 fu una delle edizioni meglio riuscite, con una stima di pubblico ben superiore alle 120.000 persone, vi parteciparono come headliner *Iron Maiden, Green Day, R.E.M., Mötley Crüe, Melody Club, HIM, Incubus, The Hives, Slayer, Marilyn Manson, 3 Doors Down, Velvet Revolver, Feeder, The Prodigy, The Chemical Brothers, Slipknot, Fettes Brot, Mando Diao, Subway to Sally, Apocalyptica, Wir sind Helden, Die Toten Hosen, Wednesday 13, Dir en grey, Kagerou, Maroon 5, Lostprophets, Helmet, Billy Idol.

### 2006, 2 - 4 giugno
- Metallica, Guns N' Roses, Angels & Airwaves, Trivium, Alter Bridge, Avenged Sevenfold, Cradle Of Filth, Depeche Mode, Placebo, Morrissey, Franz Ferdinand, Korn, Deftones, Editors, Die Ärzte, Nelly Furtado, Sportfreunde Stiller, Kaiser Chiefs, Tool, Jamiroquai, Dir en grey, Atreyu, In Flames, Opeth, The Bloodhound Gang, Kagerou, Danko Jones, Bullet for My Valentine, Alice in Chains, Soulfly, Good Charlotte
- Il 3 giugno 2006 si esibirono soltanto i Metallica, per celebrare i 20 anni di Master of Puppets, proponendo per l'occasione l'intero disco oltre ad altre canzoni.

### 2007, 1 - 3 giugno

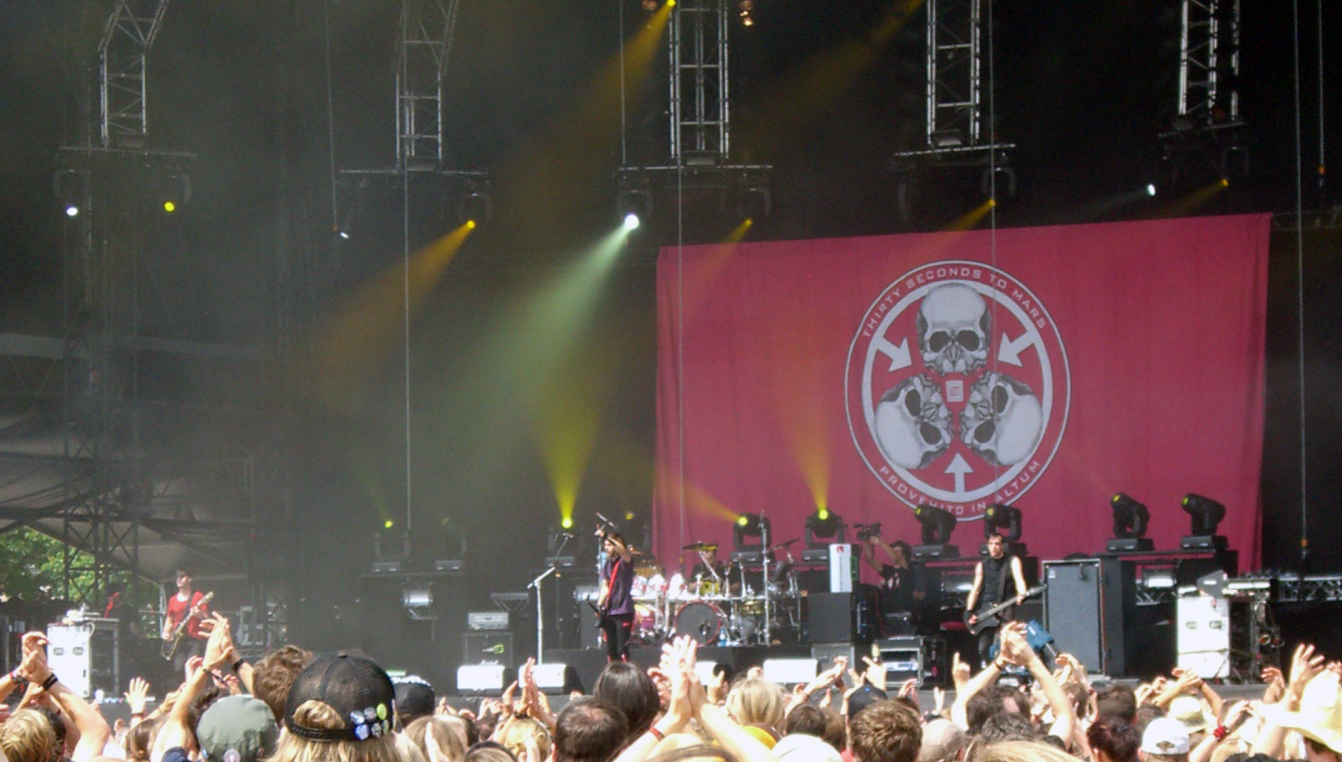
I Thirty Seconds to Mars al Rock Am Ring 2007

- Thirty Seconds to Mars, Die Aerzte, Korn, Wir sind Helden, Velvet Revolver, Scissor Sisters, Travis, MIA., Good Charlotte, The Kooks, Sunrise Avenue, Megadeth, Paolo Nutini, Hinder, Dragonforce, Linkin Park, White stripes, Muse, Hives, Arctic Monkeys, My Chemical Romance, Razorlight, Billy Talent, Evanescence, Smashing Pumpkins, Slayer, Kaiser Chiefs, Beatsteaks, Wolfmother, Stone Sour, The Fratellis, Papa Roach, Finley.

### 2008, 6 - 8 giugno
6 giugno
- Rage Against the Machine, Incubus, The Prodigy, Serj Tankian, Motörhead, Bullet for My Valentine, The Streets, Cavalera Conspiracy, Coheed and Cambria, Bad Religion, Gavin Rossdale, Justice, Róisín Murphy, Opeth, Rooney, Culcha Candela, Silverstein, CSS, Booka Shade, The Futurheads, Johnossi, Seether.

7 giugno
- Metallica, The Verve, The Offspring, Söhne Mannheims, Nightwish, Babyshambles, In Flames, Chris Cornell, Disturbed, Stereophonics, Madsen, Kate Nash, Hot Chip, Alter Bridge, The Hellacopters, Danko Jones, Jonathan Davis, Against Me!, Paramore, Pete Murray, Gavin DeGraw.

8 giugno
- Die Toten Hosen, HIM, Queens of the Stone Age, Sportfreunde Stiller, Fettes Brot, Jimmy Eat World, Kid Rock, Manic Street Preachers, Simple Plan, Lostprophets, The Fratellis, Eagles of Death Metal, Filter, Dimmu Borgir, Masters of Reality, Rival Schools, Fair to Midland, Disco Ensemble, 36 Crazyfists.

Altri:
- Airbourne, Alpha Galates, Animal Alpha, Bedouin Soundclash, Black Dahlia Murder, Black Stone Cherry, Black Tide, Bloodlights, Chiodos, El*ke, Fiction Plane, From First To Last, High on Fire, In Case of Fire, Infadels, Jonathan Davis, Kill Hannah, Oomph!, Rafael Weber, Rose Tattoo, Saul Williams, Saxon, Sonic Syndicate, Steriogram, Takida, The Fall of Troy, Tokyo Police Club, Turisas, Zox,

### 2009, 5 - 7 giugno
Il festival del 2009 ha visto la partecipazione di Korn, Limp Bizkit, Marilyn Manson, The Killers, Placebo, Slipknot, e Billy Talent. nonché di numerose altre band quali 2raumwohnung, Alexisonfire, All That Remains, And you will know us by the trail of dead, Basement Jaxx, Biffy Clyro, Black Stone Cherry, Bloc Party, Bring Me the Horizon, Chester French, Chris Cornell, Dir en grey, Dragonforce, Dredg, Enter Shikari, Esser, Expatriate, Five Finger Death Punch, Flogging Molly, Gallows, Guano Apes, Hollywood Undead, Ich Bin Bunt, Jan Delay & Disko No. 1, Juliette Lewis, Kettcar, Kilians, Killswitch Engage, Kittie, Daisy & Lewis, Little Man Tate, Machine Head, Madina Lake, Madness, Mando Diao, MIA., Middle Class Rut, New Found Glory, Pain, Papa Roach, Peter Bjorn and John, Peter Fox, Phoenix, Polarkreis 18, Razorlight, Reamonn, Scouting for Girls, Selig, Sevendust, Shinedown, Staind, Steadlür, Sugarplum Fairy, The All American Rejects, The Crave, The Gaslight Anthem, The Kooks, The Prodigy, The Rifles, The Script, The Soundtrack Of Our Lives (OEOC), The Subways, Tomte, Trivium, Volbeat, White Lies.

### 2010, 3 - 6 giugno
Il festival del 2010 si è tenuto dal 3 al 6 giugno con la partecipazione come head liner dei Rammstein, Muse, Rage Against the Machine, Metallica, Motörhead, Kiss, e Slash . Altre band partecipanti sono state The Verve, The Prodigy, Thirty Seconds to Mars, A Day to Remember, Airbourne, As I Lay Dying, Bad Religion, Broilers, Bullet for My Valentine, Die Sterne, Dizzee Rascal, Editors, Ellie Goulding, Gogol Bordello, Gossip, Hammerfall, Heaven Shall Burn, Jan Delay & Disko No. 1, Jay-Z, Kasabian, Lamb of God, Lazer, Rise Against, Slayer, Sportfreunde Stiller (unplugged), The Hives, Them Crooked Vultures Tocotronic, Volbeat, Wolfmother.

### 2011, 3 - 5 giugno
Anche quella del 2011 rientra tra le meglio riuscite, anche in questo caso con un pubblico davvero enorme: oltre 130.000 persone secondo le stime.
Da annotare la terza partecipazione degli Alter Bridge, prima band a prendere parte a Rock am Ring ad ogni tour, nel 2006 per il tour di One Day Remains e nel 2008 per il tour di Blackbird ed ora per quello di AB III.
| Stage TBC | | |
| Venerdì, 3 | Sabato, 4 | Domenica, 5 |
| Kings of Leon Mando Diao Social Distortion Interpol The Gaslight Anthem Wolfmother White Lies Madsen Selig We Are Scientists Neon Trees August Burns Red | Coldplay Söhne Mannheims The Kooks Korn Disturbed Hurts In Flames Bring Me the Horizon Hollywood Undead The Naked Rob Zombie (late night special) | System of a Down Beatsteaks Volbeat 3 Doors Down Avenged Sevenfold The Bosshoss Simple Plan Alter Bridge Trail Of Dead Mastodon Lifehouse |

### 2012, 1 - 3 giugno
Hanno partecipato come headliners Linkin Park, Metallica, Evanescence, Die Toten Hosen. Hanno preso parte al festival anche Soundgarden, Tenacious D, Billy Talent, Machine Head, Marilyn Manson, Trivium, The Offspring, Dropkick Murphys, Kasabian, Skrillex, Gossip, Gojira, Killswitch Engage.

### 2013, 7 - 9 giugno
L'edizione del 2013 ha esaurito i biglietti all'inizio di gennaio, includendo artisti come Thirty Seconds to Mars, Green Day, The Prodigy, Fettes Brot, Volbeat, Stone Sour, Sportfreunde Stiller, Simple Plan, The Killers, Paramore, All Time Low, Fun., Imagine Dragons, Papa Roach, Korn, Limp Bizkit, Bullet for My Valentine, Amon Amarth, A Day to Remember, Bring Me the Horizon, Asking Alexandria, The Bosshoss, Airbourne, Bush, Hacktivist, The Bloody Beetroots, Hurts, Phoenix, Tocotronic, Biffy Clyro, Stereophonics, Kate Nash, Selig, Bosse, Kraftklub, Bad Religion, Royal Republic, Seeed, Casper, The Wombats, ASAP Rocky, Five Finger Death Punch, Coheed And Cambria, Coal Chamber, Escape the Fate, Newsted e Pierce The Veil.
| Palco Centrale (Rock am Ring)                                                    |                                                                             |                                                                                               |
| Venerdì, 7                                                                       | Sabato, 8                                                                   | Domenica, 9                                                                                   |
| Thirty Seconds to Mars Fettes Brot Cro Paramore Fun. Imagine Dragons The Strypes | The Prodigy Volbeat Stone Sour The Bosshoss Airbourne Papa Roach Hacktivist | Green Day Sportfreunde Stiller Kraftklub Simple Plan Bad Religion Royal Republic All Time Low |

### 2014, 5 - 8 giugno
Gruppi principali: Linkin Park, Metallica, Iron Maiden, Kings Of Leon. Altre band sono Alligatoah, Alter Bridge, Avenged Sevenfold, Babyshambles, Kasabian, Booka Shade, Die Fantastischen Vier, Fall Out Boy, Ghost, Gogol Bordello, Gojira, Heaven Shall Burn, In Extremo, In Flames, Jake Bugg, Jan Delay & Disko No. 1, John Newman, Klangkarussell Live, Kvelertak, Left Boy, Mando Diao, Marteria, Mushroomhead, Mastodon, Maxïmo Park, Milky Chance, Nine Inch Nails, Of Mice & Men, Opeth, Portugal. The Man, Queens of the Stone Age, Rob Zombie, Rudimental, SDP, Sierra Kidd, Slayer, Suicide Silence, Teesy, The Offspring.
| Palco Centrale (Rock am Ring) |               |             |             |
| Giovedì, 5                    | Venerdì, 6    | Sabato, 7   | Domenica, 8 |
| Metallica                     | Kings of Leon | Linkin Park | Iron Maiden |

### 2017, 2 - 4 giugno
187 Strassenbande, Airbourne, AnnenMayKantereit, Bastille, Beartooth, Beginner, Bonez MC & RAF Camora, Broilers, Die Toten Hosen, Feine Sahne Fischfilet, Henning Wehland, In Flames, Kraftklub, Macklemore & Ryan Lewis, Marteria, Motionless in White, Pierce the Veil, Prophets of Rage, Rag ‘N’ Bone Man, Rammstein, Sleeping with Sirens, Suicide Silence, System of a Down, Wirtz, Welshly Arms

### 2018, 1 - 3 giugno
Thirty Seconds to Mars, Muse, Foo Fighters, Avenged Sevenfold, Marilyn Manson, Gorillaz, Casper, Stone Sour, A Perfect Circle, Alt-J, Milky Chance, Jimmy Eat World, Hollywood Undead, Enter Shikari, Babymetal, Jonathan Davis, Walking on Cars, Ufo361, Bausa, Antilopen Gang, Vitalic, Greta Van Fleet, Callejon, Yung Hurn, Summer Cem, Scarlxrd, Andrew W.K., The Night Game, Giant Rooks, Mavi Phoenix, Eli, Snow Patrol, Parkway Drive, Kaleo, Bullet for My Valentine, Kettcar, Kreator, Beth Ditto, Alexisonfire, Body Count feat. Ice-T, Shinedown, Black Stone Cherry, Asking Alexandria, The Neighbourhood, Taking Back Sunday, Nothing More, Heisskalt, Milliarden, The Maine, Don Broco, Ego Kill Talent, Andy Frasco, Bury Tomorrow, Yungblud, Starcrawler, Rise Against, Bilderbuch, Good Charlotte, Trailerpark, RAF Camora, Bad Religion, Chase & Status, PVRIS, The Bloody Beetroots, Meshuggah, Seasick Steve, Alma, Caliban, Baroness, Avatar, Nothing but Thieves, Thy Art Is Murder, Mantar, Moose Blood, GURR.